# Lista de classes de contratorpedeiros da Marinha dos Estados Unidos

US Navy Seal.

A lista das classes de contratorpedeiros da Marinha dos Estados Unidos inclui todas as classes de navio de guerra do tipo contratorpedeiro (em inglês:  destroyers) comissionadas.  Uma classe de navios identifica embarcações construídas com os mesmos planos, embora possam apresentar variações de um navio para outra embarcação .
O destróier evoluiu da necessidade das Marinhas combaterem o navio tipo torpedeiro que fez uma estréia devastadora na Guerra Civil de 1891 no Chile e na Primeira Guerra Sino-Japonesa de 1894. O barco torpedeiro era pequeno e rápido, podendo atacar os navios de maior porte da época, lançando os seus torpedos, saindo rapidamente da área. As Marinhas foram em busca de uma arma contra este tipo de ameaça, surgindo daí um novo tipo embarcação destinadas especificamente a combater os torpedeiros.
O primeiro destróier da Marinha norte-americana o USS Bainbridge (DD-1) foi comissionado em 24 de novembro de 1902 e era tripulado por 75 homens. A embarcação com 76 m de comprimento, deslocava 420 toneladas, e alcançava uma velocidade de 29 nós. O Bainbridge serviu como navio de escolta durante a Primeira Guerra Mundial.
Os Estados Unidos classificam os seus contratorpedeiros em dois tipos, sistema também adotado pela Organização do Tratado do Atlântico Norte e por outras Marinhas. O primeiro tipo são os contratorpedeiros, com prefixo DD no seu número de amura, navios de guerra menos sofisticados, que se destinam a desempenhar, primariamente, funções de luta anti-submarina. O segundo tipo é o dos contratorpedeiros de mísseis guiados, com o prefixo DDG, que são mutifuncionais, com capacidades antiaéreas, anti-submarinas e anti-superfície. A recente introdução de mísseis de cruzeiro nos contratorpedeiros da Marinha dos Estados Unidos permitiu uma ampla expansão do seu papel permitindo ataques contra objetivos em terra.
A lista está organizada e ordenada por período de serviço que a classe esteve operacional e por tipo de contratorpedeiro.
O bloco de números de casco em parênteses dentro de cada classe representam os navios que foram cancelados antes de serem concluídos.
Sempre que necessário a informação é complementada por notas de rodapé.
| Classe                                     | Período de serviço | Nº de unidades                             | Numeração de amura | Navio líder da classe              |
| ------------------------------------------ | ------------------ | ------------------------------------------ | --- | ---------------------------------- |
| Contratorpedeiros (DD)                     |                    |                                            | |                                    |
| Bainbridge                                 | 1902 1919          | 13                                         | DD 1 - DD 13 | USS Bainbridge (DD-1).             |
|                                            |                    |                                            | |                                    |
| Truxtun                                    | 1902 1920          | 3                                          | DD 14 - DD 16 | USS Truxtun (DD-14)                |
|                                            |                    |                                            | |                                    |
| Smith                                      | 1909 1919          | 5                                          | DD 17 - DD 21 | USS Smith (DD-17)                  |
|                                            |                    |                                            | |                                    |
| Paulding                                   | 1910 1919          | 21                                         | DD 22 - DD 42 | USS Paulding (DD-22)               |
|                                            |                    |                                            | |                                    |
| Cassin                                     | 1913 1922          | 4                                          | DD 43 - DD 46 | USS Cassin (DD-43)                 |
|                                            |                    |                                            | |                                    |
| Aylwin                                     | 1914 1922          | 4                                          | DD 47 - DD 50 | USS Aylwin (DD-47)                 |
|                                            |                    |                                            | |                                    |
| O'Brien                                    | 1915 1922          | 6                                          | DD 51 - DD 56 | USS O'Brien (DD-51)                |
|                                            |                    |                                            | |                                    |
| Tucker                                     | 1916 1922          | 6                                          | DD 57 - DD 62 | USS Tucker (DD-57)                 |
|                                            |                    |                                            | |                                    |
| Sampson                                    | 1916 1946          | 6                                          | DD 63 - DD 68 | USS Sampson (DD-63)                |
|                                            |                    |                                            | |                                    |
| Caldwell                                   | 1916 1945          | 6                                          | DD 69 - DD 74 | USS Caldwell (DD-69)               |
|                                            |                    |                                            | |                                    |
| Wickes                                     | 1918 1946          | 111                                        | DD 75 - DD 185 | USS Wickes (DD-75)                 |
|                                            |                    |                                            | |                                    |
| Clemson                                    | 1919 1948          | 156                                        | DD 186 - DD 199,(DD 200 - DD 205) DD 206 - DD 347 | USS Clemson (DD-186)               |
|                                            |                    |                                            | |                                    |
| Farragut                                   | 1934 1945          | 8                                          | DD 348 - DD 355 | USS Farragut (DD-348)              |
|                                            |                    |                                            | |                                    |
| Porter                                     | 1936 1950          | 8                                          | DD 356 - DD 363 | USS Porter (DD-356)                |
|                                            |                    |                                            | |                                    |
| Mahan                                      | 1936 1946          | 16                                         | DD 364 - DD 379 | USS Mahan (DD-364)                 |
|                                            |                    |                                            | |                                    |
| Somers                                     | 1937 1945          | 5                                          | DD 381, DD 383, DD 394, DD 396 | USS Somers (DD-381)                |
|                                            |                    |                                            | |                                    |
| Gridley                                    | 1937 1946          | 8                                          | DD 380, DD 382, DD 400 - DD 401 | USS Gridley (DD-380)               |
|                                            |                    |                                            | |                                    |
| Bagley                                     | 1937 1946          | 8                                          | DD 386 - DD 393 | USS Bagley (DD-386)                |
|                                            |                    |                                            | |                                    |
| Benham                                     | 1939 1946          | 10                                         | DD 397, DD 399, DD 400 - DD 408 | USS Benham (DD-397)                |
|                                            |                    |                                            | |                                    |
| Sims                                       | 1939 1946          | 12                                         | DD 409 - DD 420 | USS Sims (DD-409)                  |
|                                            |                    |                                            | |                                    |
| Benson                                     | 1940 1951          | 30                                         | DD 421 - DD 422, DD 425 - DD 428, 459 - DD 460, DD 491 - DD 492, DD 494, DD 598 - DD 617 | USS Benson (DD-421)                |
|                                            |                    |                                            | |                                    |
| Gleaves                                    | 1940 1956          | 66                                         | DD 423 - DD 424, DD 429 - DD 444, DD 453 - DD 458, DD 461 - DD 464, DD 483 - DD 490, DD 493 - DD 497, DD 618 - DD 628, DD 632 - DD 641, DD 645 - DD 648 | USS Gleaves (DD-423)               |
|                                            |                    |                                            | |                                    |
| Fletcher                                   | 1942 2001          | 175                                        | D 445 - DD 451, DD 465 - DD 481, DD 498 - DD 502, (DD 503 - DD 506), DD 507 - DD 522, (DD 523 - DD 525), DD 526 - DD 541, (DD 542 - DD 543), DD 544 - DD 547, (DD 548 - DD 549), DD 550 - DD 597, DD 629 - DD 631, DD 634, DD 642 - DD 644, DD 649 - DD 691, DD 792 - DD 804 | USS Fletcher (DD-445)              |
|                                            |                    |                                            | |                                    |
| Allen M. Sumner                            | 1943 1975          | 58                                         | DD 692 - DD 709, DD 722 - DD 734, DD 741, DD 744, DD 746 - DD 750, DD 752, DD 762, DD 770, DD 774 - DD 781, DD 857 | USS Allen M. Sumner (DD-692)       |
|                                            |                    |                                            | |                                    |
| Robert H. Smith                            | 1944 1971          | 12                                         | DD 735 - DD 740, DD 749 - DD 751, DD 771 - DD 773 | USS Robert H. Smith (DM-23)        |
|                                            |                    |                                            | |                                    |
| Gearing                                    | 1945 1990s         | 98                                         | DD 710 - DD 719, (DD 720, DD 721), DD 742 - DD 743, DD 763 - DD 769, DD 782 - DD 791, DD 805 - DD 808, (DD 809 - DD 816), DD 817 - DD 827, DD 828 - 853, (DD 854 - 856), DD 858 - DD 890,(DD 891 - DD 926)                                                                   | USS Gearing (DD-710)               |
|                                            |                    |                                            | |                                    |
| Mitscher                                   | 1953 1978          | 4                                          | DL 2 - DL 5 | USS Mitscher (DL-2)                |
|                                            |                    |                                            | |                                    |
| Forrest Sherman                            | 1959 1988          | 18                                         | DD 931 - DD 933, (DD 934, DD 935), DD 936 - DD 938, (DD 939), DD 940 - DD 951 | USS Forrest Sherman (DD-931)       |
|                                            |                    |                                            | |                                    |
| Spruance                                   | 1975 2005          | 31                                         | DD 963 - DD 997 | USS Spruance (DDG-963)             |
|                                            |                    |                                            | |                                    |
| Hull                                       | 1983 1998          | 7                                          | DD 945 - DD 951 | USS Hull (DD-945)                  |
| Contratorpedeiros de mísseis guiados (DDG) |                    |                                            | |                                    |
| Charles F. Adams                           | 1960 1993          | 23                                         | DDG 2 - DDG 24 | USS Charles F. Adams (DDG-2)       |
|                                            |                    |                                            | |                                    |
| Farragut/Coontz                            | 1959 1993          | 10                                         | DDG 37 - DDG 46 | USS Farragut (DDG-37)              |
|                                            |                    |                                            | |                                    |
| Kidd                                       | 1981 1999          | 4                                          | DDG 993 - DDG 996 | USS Kidd (DDG-993)                 |
|                                            |                    |                                            | |                                    |
| Arleigh Burke                              | 1991               | 75 planejados, 61 em operação (julho 2012) | DDG 51 - | USS Arleigh Burke (DDG-51)         |
|                                            |                    |                                            | |                                    |
| Zumwalt                                    |                    | 3 planejados, comissionamento 2015         | DDG 1000 - | USS Zumwalt (DDG-1000)(ilustração) |
|                                            |                    |                                            | |                                    |